# Метод застывших зеркальных изображений
Метод застывших зеркальных изображений (или метод замороженных изображений) является обобщением метода зеркальных изображений, использующимся в магнитостатике, которое распространяется на сверхпроводники II рода с сильным  пиннингом . Метод помогает понять и рассчитать силу взаимодействия магнита со сверхпроводником, а также визуализировать и рассчитать распределение магнитного поля, сгенерированного магнитом (или системой магнитов и токов) и током текущим по поверхности сверхпроводника. Отличие от метода зеркальных изображений, который применим к сверхпроводникам I рода (полностью выталкивающим магнитное поле, см. эффект Мейснера), состоит в том что идеально жесткий сверхпроводник экранирует изменение внешнего магнитного поля, а не само поле.
В простейшем случае магнитного диполя над плоской бесконечной поверхностью идеально жесткого сверхпроводника (рис. 1), суммарное магнитное поле от диполя, который был перемещен из исходного положения (при котором сверхпроводник был переведен в сверхпроводящее состояние) до конечного положения, и экранирующих токов на поверхности сверхпроводника, эквивалентен полю трех магнитных диполей: самого магнита (1), его зеркального изображения относительно поверхности сверхпроводника (3), положение которого изменяется в соответствии с положением магнита, и застывшего (вмороженого) изображения (2), зеркального к исходному положению магнита, но с обратным магнитным моментом.
Этот метод хорошо работает для массивных высокотемпературных сверхпроводников (ВТСП) , которым присущи сильный пининг и высокая плотность критического тока и оказался полезным для расчетов сверхпроводящих магнитных подшипников  и накопителей энергии , поездов на магнитной подушке (MAGLEV) , в космическом кораблестроении,, а также как простая модель для изучения физики.

## Демонстрации
- Сверхпроводящая левитация при сильном пиннинге (демонстрационные ролики)
- Магнитная (сверхпроводящая) левитация (YouTube)